# Rægular
Samuel Lamidey, plus connu sous le pseudonyme Rægular, est un designer graphique français basé à Paris. Il est principalement actif dans le domaine de la musique, notamment du rap français.

## Biographie
Rægular grandit à Paris. Il obtient un baccalauréat scientifique, intègre une prépa HEC puis se réoriente en Mathématiques informatique appliquées aux sciences à la faculté de Jussieu. Il intègre finalement une prépa artistique à l'ECV puis est formé à l'EnsAD.
Il forme ensuite le collectif artistique Le Garage (avec par exemple Syrine Boulanouar, qui a travaillé pour 1995) grâce auquel il rencontre Sneazzy. Rægular se rapproche de Don Dada Records et commence à travailler pour des artistes tels qu'Alpha Wann, Hologram Lo’, Nekfeu et Lomepal. Depuis 2014, il est actif en tant que designer graphique mais aussi photographe.
Au cours de sa carrière, il travaille également pour Mylène Farmer, le Paris Saint-Germain ou encore Squeezie.
Il est basé à Paris, près de la Place de Clichy.

### Pochettes réalisées
- Cyborg de Nekfeu (2016)
- Flip de Lomepal (2017)
- UMLA d'Alpha Wann (2018)
- Jeannine de Lomepal (2018)
- Nemir de Némir (2019)
- Drapeau Blanc de Lord Esperanza (2019)
- Les Étoiles vagabondes de Nekfeu (2019)
- Oxyz[6] de Squeezie (2020)
- don dada mixtape vol 1 d'Alpha Wann (2020)
- Civilisation d'Orelsan (2021)
- Memoria de Jazzy Bazz (2022)
- L'Amour de Disiz (2022)
- Mauvais Ordre de Lomepal (2022)
- Civilisation Edition Ultime d'Orelsan (2022)
- L'emprise de Mylène Farmer (2022)
- Scope de Keroué et JeanJass (2024)
- Pour 2 Vrai de NeS (2024)